# Penal de Libertad
El Penal de Libertad debe su nombre popular a estar construido cerca de la ciudad de Libertad en el San José, Uruguay. Su nombre, en la dictadura, era Establecimiento Militar de Reclusión N° 1 (EMR1).
Fue uno de los principales instrumentos de la Dictadura cívico-militar en Uruguay (1973-1985) utilizado para el tormento y castigo para los presos, para sus familias, para sus amigos y compañeros, para toda la sociedad.
Pensado en 1934 para albergar una Colonia Educativa de Trabajo su construcción comenzó en 1935 pero por falta de recursos tuvo varias suspensiones, hasta que por Decreto 567/972 el gobierno de la época dispuso fuera terminado y usado como cárcel para presos políticos, en un Uruguay que ya se encaminaba a la dictadura.
Su primer preso fue el periodista Jorge Benigno Torres, llegando a un total de 2872 presos políticos que allí estuvieron detenidos entre 1972 y 1985, cuando fueron liberados los últimos al finalizar la dictadura.

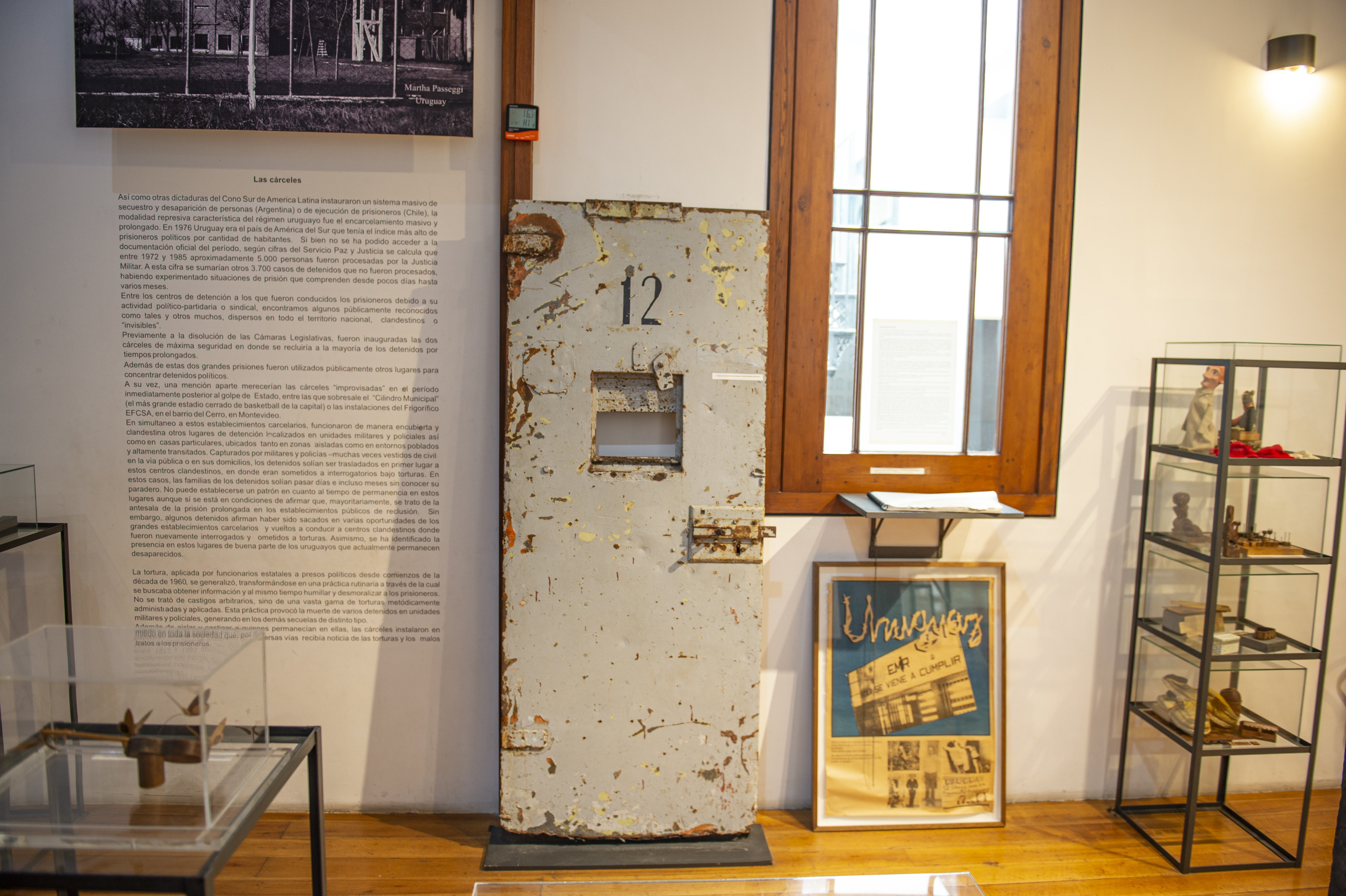
Puerta de celda del penal.

Luego de un período en que quedó en desuso, volvió a utilizarse como cárcel.
El 15 de mayo de 2018 se inauguró allí un memorial.

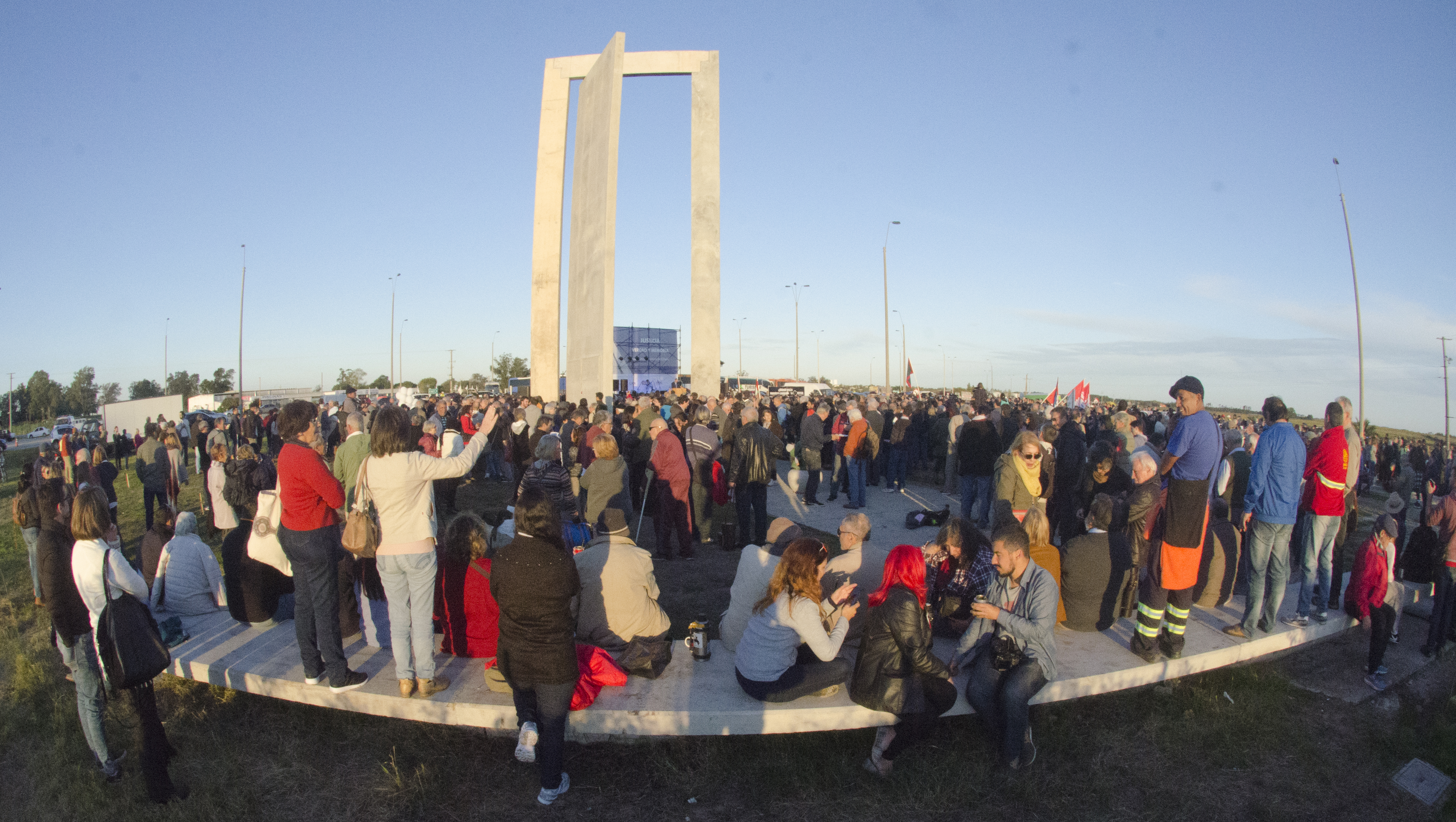
Memorial del Penal de Libertad